# Thermithiobacillus tepidarius
Espèce
L'espèce Thermithiobacillus tepidarius est l'espèce type du genre Thermithiobacillus. C'est une bactérie à Gram négatif de la famille Thermithiobacillaceae  de l'ordre Acidithiobacillales de l'embranchement des Pseudomonadota.

## Taxonomie

### Étymologie
L'étymologie du genre est la suivante : Therm.i.thi.o.ba.cil’lus. L. gen. fem. n. thermae, bains chauds; Gr. neut. n. theîon, soufré; L. masc. n. bacillus, un petit bacille; N.L. masc. n. Thermithiobacillus,. L'étymologie de l'épithète de l'espèce est ainsi composée : 	te.pi.da’ri.us. L. masc. adj. tepidarius, température tiède.

### Historique
Le genre Thermithiobacillus a été créé en 2000 à partir du genre Thiobacillus lorsqu'il a été remarqué que les différentes espèces de ce genre pouvaient être classées dans les différentes classes Alphaproteobacteria, Betaproteobacteria et Gammaproteobacteria. Sur la base des caractéristiques physiologiques et des séquences d'ARN ribosomal 16S, une de ces espèces, Thiobacillus tepidarius, a été classée dans les Gammaproteobacteria en étant renommée Thermithiobacillus tepidarius dans la famille nouvellement créée Thermithiobacillaceae.
Le genre Thermithiobacillus, sa famille Thermithiobacillaceae et son ordre Acidithiobacillales ont été déplacés en 2013 de la classe Gammaproteobacteria vers la classe Acidithiobacillia créée à cette date parmi les Pseudomonadota,.

### Description
La souche type de cette espèce a été isolée des eaux souterraines des thermes romains de Bath dans le Somerset (Royaume-Uni).
C'est une bactérie à Gram négatif avec un unique flagelle polaire qui peut être jusqu'à 6 fois plus long que la cellule.